# بخش رتل
بخش رتل (به فرانسوی: Arrondissement de Rethel) یک بخش در فرانسه است که در آردن واقع شده‌است.